# Myioborus brunniceps
Myioborus brunniceps là một loài chim trong họ Parulidae.